# И Ли
И Ли (кит. упр. 易立; род. 7 ноября 1987 года, Цзянсу) — китайский профессиональный баскетболист, в настоящее время выступает за клуб китайской баскетбольной ассоциации «Цзянсу Дрэгонс» и национальную сборную Китая.

## Карьера

### Клубная карьера
В настоящее время выступает за клуб китайской баскетбольной ассоциации «Цзянсу Дрэгонс». В составе команды в сезоне 2011-12 годов принял участие в 27 матчах, за 39,3 минуты на площадке набирал 16,6 очка.

### Международная карьера
Выступал за национальную сборную Китая на Чемпионате Азии 2011, принял участие в 9 матчах - в среднем проводил на площадке 20,8 минут, набирал 7,7 очка. В составе сборной принимал участие в Олимпиаде 2012 года - провёл 5 матчей, в среднем за 13,8 минут на площадке набирал 4,4 очка.